# Anomochilus monticola
Anomochilus monticola, también conocida como serpiente ciega gigante de Kinabalu, serpiente de tubo de montaña, o serpiente de tubo enana del monte Kinabalu, es una especie de serpiente de la familia de las serpientes de tubo enanas Anomochilidae. Es endémica del Parque de Kinabalu, en el norte de Borneo, donde habita en bosques húmedos montanos y submontanos a altitudes de 1.450-1.513 m (4.757-4.964 pies). Descrita por el herpetólogo Indraneil Das y sus colegas en 2008, se trata de una especie de serpiente robusta y cilíndrica con cabeza pequeña y cola corta y cónica. Es la especie más grande de su género, con una longitud total de 521 mm (20,5 pulgadas). Es principalmente de color negro azulado iridiscente, con el vientre marrón oscuro, grandes manchas de color cuerno pálido a lo largo de la parte inferior, una banda naranja cromada alrededor de la cola, una franja de color amarillo cremoso pálido a lo largo del hocico y motas de color cuerno pálido a lo largo de los costados. Se distingue de las demás especies de su género por su gran tamaño, por carecer de rayas en los costados y por carecer de manchas pálidas en el dorso.
Es una especie nocturna y fosorial, es decir, que está adaptada a vivir bajo tierra. Lo más probable es que se alimente de lombrices de tierra, serpientes y lagartos sin patas. No se ha observado reproducción en esta serpiente, pero otras especies de su género ponen huevos, algo inusual para su superfamilia, donde la mayoría de las especies dan a luz crías vivas. La Lista Roja de la UICN (Unión Internacional para la Conservación de la Naturaleza) clasifica actualmente a A. monticola como especie con datos insuficientes debido a la falta de información sobre su área de distribución y las amenazas que pesan sobre la especie.

## Taxonomía y sistemática
Anomochilus monticola fue descrita por primera vez en 2008 por el herpetólogo Indraneil Das y sus colegas a partir de un espécimen hembra recogido en el Parque de Kinabalu, (Borneo), en 2004. Los especímenes de la especie recogidos anteriormente se habían identificado incorrectamente como Cylindrophis ruffus. El nombre específico monticola significa "habitante de las montañas" en latín, en referencia a la localidad tipo de la especie, el monte Kinabalu.
A. monticola es una de las tres especies del género de serpientes de tubo enanas Anomochilus, que es el único género de la familia Anomochilidae. Anomochilidae es una de las tres familias de la superfamilia Uropeltoidea, junto con Uropeltidae y Cylindrophiidae. Sin embargo, los estudios genéticos indican que Cylindrophiidae es parafilética (no contiene todos los descendientes de un ancestro común) con respecto a Anomochilidae, y algunas autoridades fusionan esta última familia con la primera.

## Descripción
Al igual que otras especies de su género, A. monticola es cilíndrica, con una cabeza pequeña y redondeada y una cola corta y cónica. Es la serpiente Anomochilus más grande, con una longitud hocico cloaca de 507-509 mm (19,96-20,04 pulgadas) y una longitud total media de 521,2 mm (20,52 pulgadas). La mayor parte del dorso es de color negro azulado iridiscente uniforme, con un anillo naranja cromado alrededor de la cola y una franja de color amarillo cremoso pálido a lo largo del hocico. La parte inferior es de color marrón oscuro uniforme con grandes manchas de color cuerno pálido. Las manchas aparecen de dos en dos, desde la garganta hasta la cola. La especie también tiene manchas más pequeñas de color cuerno pálido a lo largo de sus lados. La cabeza es continua con el cuello y, a pesar de que la especie es fosorial (está adaptada a vivir bajo tierra), el hocico no tiene refuerzos para ayudar a excavar. El dorso es liso, con escamas ligeramente más grandes que en la parte inferior.
A. monticola tiene 19 filas de escamas (sin contar las escamas ventrales) en la parte media del cuerpo. Tiene entre 258 y 261 escamas subcaudales (escamas situadas entre la cloaca y la punta de la cola) y 7-8 escamas subcaudales (escamas situadas entre la cloaca y la punta de la cola). La especie puede diferenciarse de otras serpientes fuera de su género por su cabeza y ojos pequeños, las grandes escamas de la frente, una única escama nasal que bordea la segunda escama supralabial, la ausencia de escamas loreales y preoculares, una única escama postocular y la falta de surco mental.
Puede diferenciarse de las otras dos especies de su género, que también se encuentran en Borneo, por su mayor tamaño y una combinación de coloración y escamación. Se diferencia de A. weberi por la ausencia de rayas pálidas a lo largo de los costados y por tener una escama parietofrontal no apareada en la frente. Se distingue de A. leonardi por la ausencia de manchas pálidas que bordean las escamas vertebrales y por el número de escamas ventrales medias (monticola tiene 258-261, frente a las 214-252 de leonardi).

## Distribución y hábitat
A. monticola solo se conoce actualmente en el Parque Kinabalu, en Sabah (Borneo Malayo), donde se ha registrado en selvas submontanas y montanas a elevaciones de entre 1.450-1.513 m (4.757-4.964 pies). Probablemente habite tanto en bosques perturbados como en bosques primarios. Las dos localidades conocidas en las que se recolectaron especímenes estaban cerca de un arroyo rocoso y de una carretera asfaltada. Al igual que otras serpientes de tubo enanas, es fosorial y se encuentra en la hojarasca.

## Ecología y conservación
A. monticola es nocturna y fosorial. La ecología de la especie está poco estudiada y se sabe poco sobre su dieta y hábitos reproductivos. La ausencia del surco mental sugiere que la serpiente se alimenta de invertebrados alargados, como lombrices de tierra y quizá también de vertebrados pequeños y delgados como serpientes y lagartos sin patas. No se ha estudiado la reproducción de esta especie, pero se sabe que otros Anomochilus ponen huevos, a diferencia del resto de los Uropeltoidea, que dan a luz a crías vivas.
En la actualidad, la Unión Internacional para la Conservación de la Naturaleza clasifica la especie como de datos insuficientes debido a la falta de información sobre su área de distribución y las amenazas a las que se enfrenta. Su área de distribución conocida corresponde en su totalidad al Parque Protegido de Kinabalu.